# Vele di Scampia
Le vele di Scampia sono state un complesso residenziale, edificato nell'omonimo quartiere di Napoli tra il 1962 e il 1975. Prendono il nome dalla loro forma triangolare, che ricorda quella di una vela: ogni costruzione, larga alla base, va restringendosi a mano a mano che si sale verso i piani superiori.
Il complesso venne progettato dall'architetto Francesco Di Salvo ed era originariamente composto da 7 edifici su un'area di 115 ettari; cinque di questi edifici sono stati demoliti nel 1997, 2000, 2003, 2020 e 2025; dei due rimasti, uno sarà demolito mentre l'ultimo verrà riqualificato. Il quartiere e le aree comuni del complesso divennero nel tempo luoghi malfamati, sedi di traffici illeciti e le vele stesse divennero simbolo del degrado del quartiere di Napoli.

## Storia
Nate a seguito della legge n. 167 del 1962, facevano parte di un progetto abitativo ottimistico di larghe vedute che prevedeva anche uno sviluppo della città di Napoli nella zona est, ossia Ponticelli. Esse restano, nonostante tutto, l'opera realizzata che meglio rappresenta l'utopia architettonica del progettista. L'esordio di Di Salvo nell'ambito della progettazione per l'edilizia economica e popolare risale al 1945 con la realizzazione, in collaborazione con altri architetti, del Rione Cesare Battisti a Poggioreale, che rappresentò all'epoca il paradigma di una «nuova maniera di pensare» la residenza sociale. Dopo anni di continue sperimentazioni progettuali, si vide affidare dalla Cassa del Mezzogiorno l'incarico di realizzare a Scampìa un grande complesso residenziale.
Furono costruite tra il 1962 e il 1975 su un progetto ispirato all'Existenzminimum, una corrente architettonica per la quale l'unità abitativa del singolo nucleo familiare avrebbe dovuto essere ridotta al minimo indispensabile, con quindi una spesa costruttiva contenuta, ma con spazi comuni dove la collettività si integrava; Di Salvo realizzò il progetto ispirandosi ai vicoli del centro storico di Napoli che, nelle sue intenzioni, sarebbero dovuti essere ricreati in un condominio.
Ispirandosi ai princìpi delle unités d’habitation di Le Corbusier, alle strutture «a cavalletto» proposte da Kenzo Tange e più in generale ai modelli macrostrutturali, Di Salvo articolò l'impianto del rione su due tipi edilizi: a «torre» e a «tenda». Quest'ultimo tipo, che imprime l'immagine predominante del complesso delle vele, è contraddistinto dall'accostamento in sezione di due corpi di fabbrica lamellari inclinati, separati da un grande vuoto centrale e attraversato da lunghi ballatoi sospesi a un'altezza intermedia rispetto alle quote degli alloggi. Nel progetto erano inoltre previsti centri aggregativi e spazi comuni, uno spazio di gioco per bambini e altre attrezzature collettive. La mancata realizzazione di questo «nucleo di socializzazione» è stata certamente una concausa del suo clamoroso fallimento. Il progetto è analogo - ma solo nella forma a piani digradanti - a quello degli edifici progettati nel 1960 da André Minangoy per la Baie des Anges di Villeneuve-Loubet, nel sud della Francia, che hanno avuto ben altro sviluppo e riscosso un notevole successo. Altre edifici simili sono presenti nel villaggio olimpico di Montreal.
Se da un lato alcuni, sostenitori del brutalismo, affermano che la qualità tecnica ed estetica delle Vele possa essere quantomeno apprezzabile, resta innegabile la «inabitabilità» delle stesse, anche per ragioni che vanno al di là dell'architettura.

L'area in cui le vele sorsero ricadeva in due lotti contigui, separati da uno dei rami del reticolo viario (l'intero territorio di Scampia fu diviso in vari lotti da edificare). Nel lotto M furono costruite quattro vele, indicate alfabeticamente con le lettere A, B, C, D. Nel lotto L furono costruite le restanti tre, indicate dalle lettere F, G e H. Accanto alla classificazione alfabetica se ne aggiunse, alle vele rimaste in piedi dopo il 2003, una cromatica cosicché ogni vela venne denominata da parte della popolazione del quartiere attraverso un colore: vela verde, vela celeste, vela gialla, vela rossa.

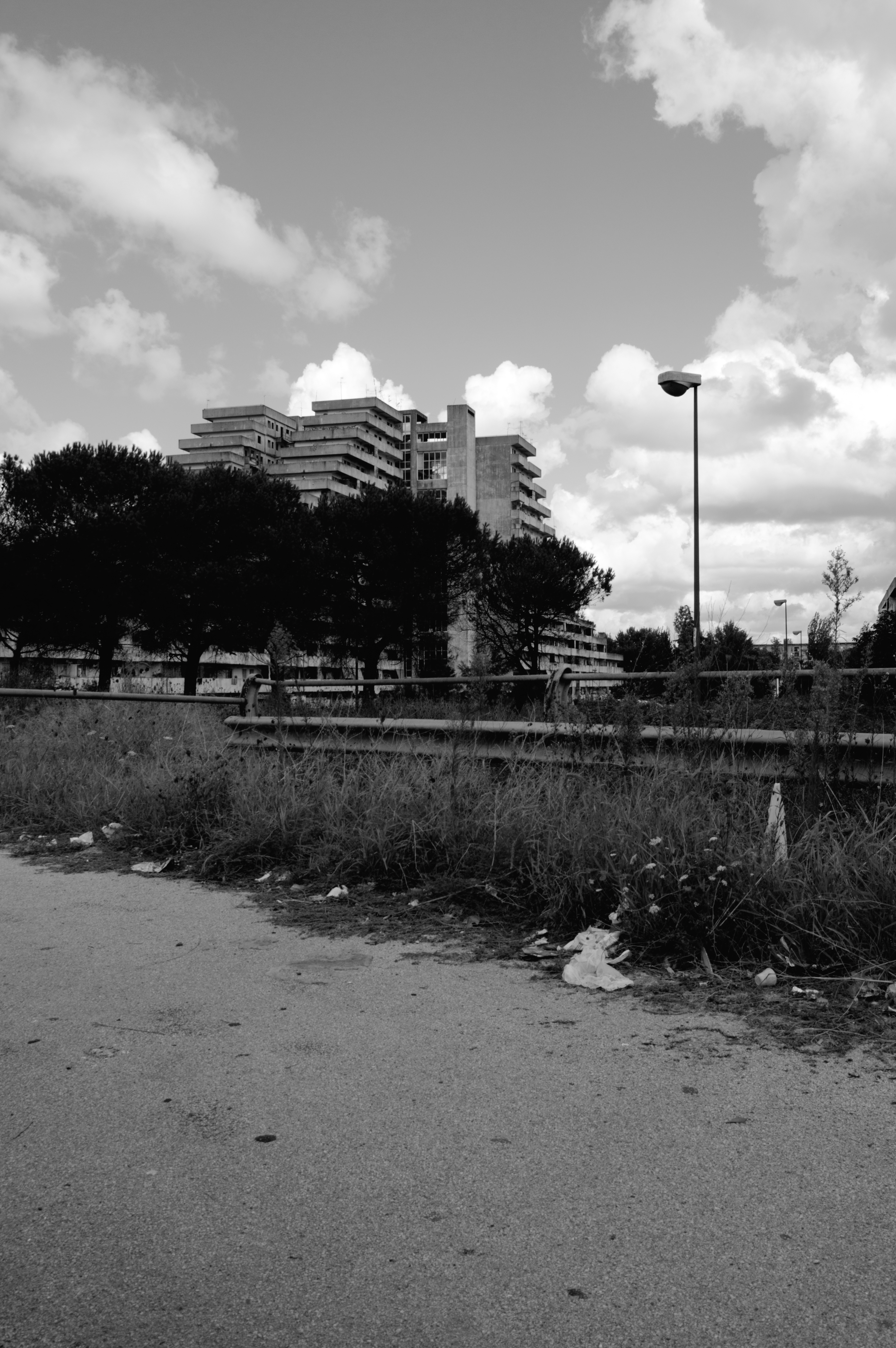
Scorcio di una vela, nel 2015

Le vele di Scampia versano in un grave stato di degrado. L'idea del progetto prevedeva grandi unità abitative dove centinaia di famiglie avrebbero dovuto integrarsi e creare una comunità, grandi vie di scorrimento e aree verdi tra le varie vele; una vera e propria città modello, ma varie cause hanno portato a quello che venne poi definito un ghetto, in primis il terremoto dell'Irpinia del 1980, che portò molte famiglie, rimaste senzatetto, a occupare anche abusivamente gli alloggi delle vele. A questo intreccio di eventi negativi si è associata la mancanza totale di presidi dello Stato: il primo commissariato di Polizia fu insediato solo nel 1987, a quindici anni dalla consegna degli alloggi. La situazione ha allontanato sempre di più una parte della popolazione, lasciando il campo libero alla delinquenza. I giardini sono divenuti luogo di raccolta degli spacciatori, i viali sono piste per corse clandestine, gli androni dei palazzi luogo di incontro di ladri e ricettatori.
Tra il 1997 e il 2003 sono state abbattute tre delle sette strutture iniziali, lasciando in piedi le restanti quattro. La decisione di agire su una situazione di forte degrado fu presa sul finire degli anni ottanta, sostenuta e ventilata dalla popolazione che denunciava le gravi condizioni delle vele. La prima a cadere fu la vela F, demolita con le ruspe nell'agosto 1998, dopo un primo tentativo con esplosivi fallito nel dicembre 1997 (ne cadde solo una parte, lasciando i piani più alti praticamente intatti e in bilico sulle macerie sottostanti). La seconda fu la vela G, la cui demolizione tramite esplosivi fu eseguita con successo nel febbraio 2000 sotto la direzione dell'esplosivista Danilo Coppe. Allo stesso modo, la vela H, inizialmente esclusa dalle demolizioni in quanto da riqualificare e rifunzionalizzare, venne invece anch'essa abbattuta nell'aprile 2003. I primi due interventi furono promossi dalla giunta comunale guidata dal sindaco Antonio Bassolino, il terzo da quella presieduta da Rosa Russo Iervolino.
Il 29 agosto 2016 una delibera comunale ha previsto l'abbattimento di tre vele e la riqualificazione della quarta, la vela Celeste. Il Comune ha inviato il progetto al governo per ottenerne l'approvazione per lo stanziamento di diciotto milioni di euro, fondi necessari per procedere con l'intervento. Il 3 marzo 2017 è stata ufficializzata dal sindaco Luigi de Magistris l'approvazione dello stanziamento dei finanziamenti necessari per la demolizione di tre delle quattro vele rimanenti. Nel 2019 Il Comune ha lanciato il nuovo step di Restart Scampia, il progetto finanziato con 27 milioni di euro che prevede l'abbattimento di tre vele e la riqualificazione del quartiere, ristrutturando la vela celeste, che ospiterà gli uffici della Città Metropolitana. Il 20 febbraio 2020 è iniziata l'opera di demolizione della vela verde, conclusasi nel luglio dello stesso anno. Il 10 marzo 2025 le ruspe sono entrate in azione per abbattere la vela gialla, operazione conclusasi con successo nei primi giorni del mese di luglio. Nel corso del 2025 si procederà ad abbattere la vela rossa. La celeste, l'unica a rimanere in piedi, è in fase di ristrutturazione e sarà destinata ad ospitare uffici comunali.

### Crollo del ballatoio del 22 luglio 2024
Il 22 luglio 2024, intorno alle 22:30, un ballatoio esterno al terzo piano della vela Celeste è crollato, causando la morte di tre persone, il ferimento di altre undici e 800 persone sfollate. 
Il fatto ha suscitato l'attenzione delle autorità e della popolazione, con la Presidente del Consiglio  italiano Giorgia Meloni che ha espresso il suo cordoglio sui social media. Roberto Saviano, scrittore e attivista, ha criticato duramente le istituzioni per la gestione della situazione a Scampia e per l'attenzione insufficiente riservata alle problematiche del quartiere.

## Influenza culturale

### Cinema
Il film Le occasioni di Rosa di Salvatore Piscicelli del 1981 fu il primo a essere ambientato presso le vele che in quel momento si mostravano ancora integre, seguirà poi Diario napoletano di Francesco Rosi nel 1992.
Il film Gomorra di Matteo Garrone è stato in parte girato presso le vele, mostrandone sia gli esterni sia gli interni delle abitazioni e dei corridoi tra i vari pianerottoli, allo scopo di consegnare al pubblico la visione di uno spaccato sociale spesso sconosciuto e ignorato. Gli edifici compaiono spesso anche in Gomorra - La serie. Alcune scene del film Ammore e malavita (2017) dei Manetti Bros. sono state girate alle vele.

### Saggi
Le vele di Scampia sono citate in numerosi libri, tra i quali alcune opere saggistiche di Antonio Bassolino, Giorgio Bocca, Davide Cerullo e Roberto Saviano.